# Supplemental Nutrition Assistance Program
Het Supplemental Nutrition Assistance Program (SNAP), voorheen en in de volksmond nog steeds bekend als het Food Stamp Program, of simpelweg voedselbonnen, is een federaal overheidsprogramma in de Verenigde Staten, dat hulp biedt bij het kopen van voedsel voor mensen met een laag of geen inkomen om hen te helpen voldoende voeding en gezondheid te behouden. 
Het programma bestaat sinds 1939, en wordt beheerd door het Amerikaanse ministerie van Landbouw (USDA) onder de Food and Nutrition Service (FNS), hoewel de uitkeringen worden verdeeld door specifieke afdelingen van Amerikaanse staten (bijvoorbeeld de Division of Social Services, het ministerie van Volksgezondheid en Sociale Zaken, enz.).
In 2018 kregen ongeveer 40 miljoen Amerikanen kregen SNAP-uitkeringen, met een kost van $ 57,1 miljard. Ongeveer 9,2% van de Amerikaanse huishoudens ontving op enig moment in 2017 SNAP-uitkeringen, waarbij ongeveer 16,7% van alle kinderen in huishoudens met SNAP-uitkeringen woonde. 
Het aantal begunstigden en de kosten namen scherp toe tijdens de Grote Recessie, bereikten een piek in 2013 en daalden tot 2017 toen de economie herstelde. Het is het grootste voedingsprogramma van de 15 verschillende die door FNS worden beheerd en is een belangrijk onderdeel van het sociale vangnet voor Amerikanen met een laag inkomen.
De waarde van de SNAP-uitkering die een huishouden ontvangt, hangt af van de grootte, het inkomen en de uitgaven van het huishouden. Gedurende het grootste deel van zijn geschiedenis maakte het programma gebruik van papieren "zegels" of coupons – ter waarde van $1 (bruin), $5 (blauw) en $10 (groen) – samengebonden in boekjes van verschillende waarden. Deze konden individueel worden uitgescheurd en eenmalig gebruikt. 
Eind jaren 1990 werd het Food Stamp Program vernieuwd, waarbij sommige staten de fysieke zegels geleidelijk afschaften ten gunste van een gespecialiseerd debetkaartsysteem, bekend als Electronic Benefit Transfer (EBT), dat werd aangeboden door particuliere aannemers. EBT is sinds juni 2004 in alle staten ingevoerd. Maandelijks worden de SNAP-uitkeringen rechtstreeks op de EBT-kaartrekening van het huishouden gestort. Huishoudens kunnen EBT gebruiken om te betalen voor voedsel bij supermarkten, buurtwinkels en andere levensmiddelenwinkels.